# Szlafmyca

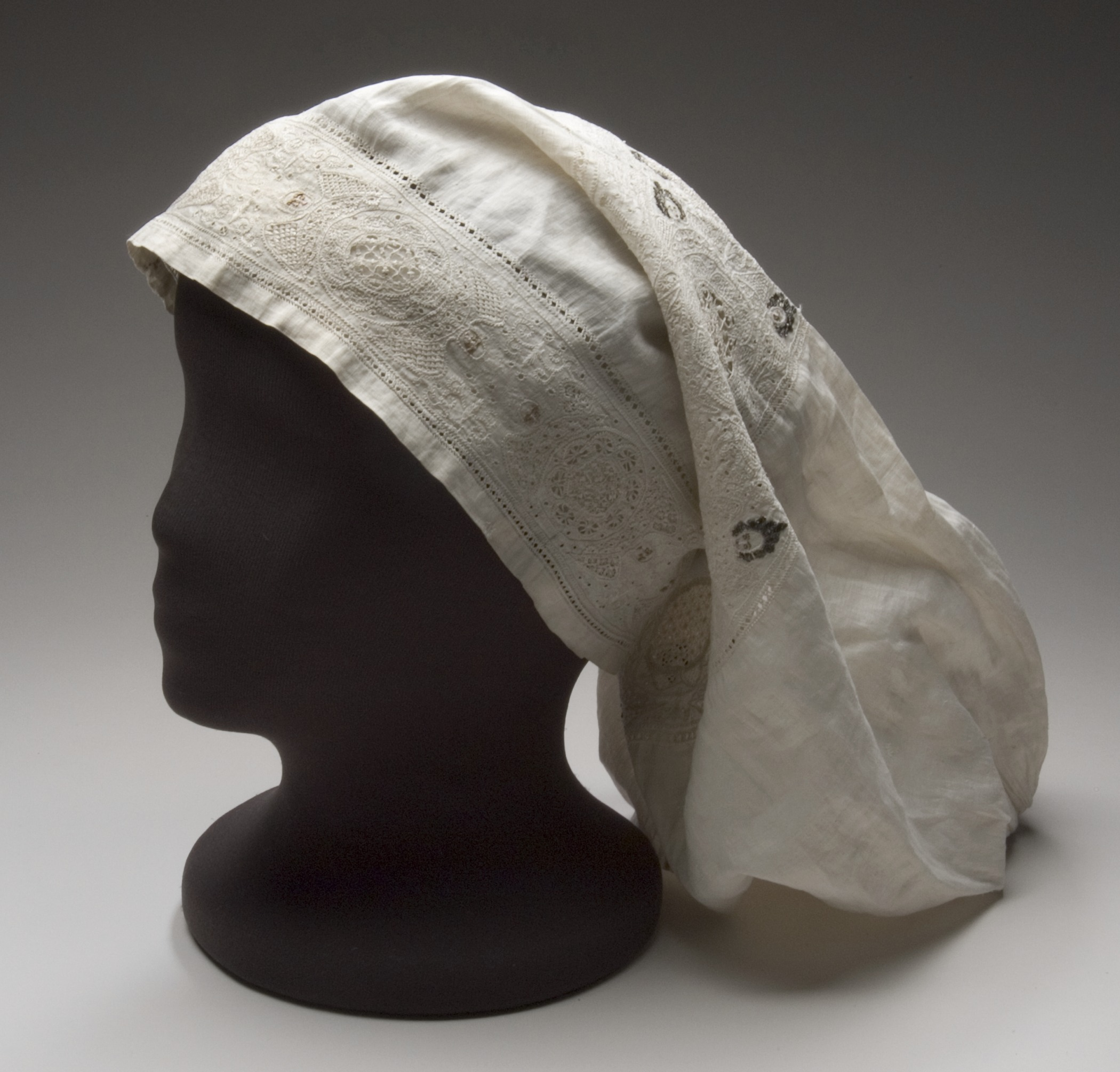
Szlafmyca (XVII-XVIII w.)

Szlafmyca (z niem. schlafen − spać, Mütze − myca, czapka) − dawne męskie nakrycie głowy zakładane do snu przez osoby sypiające w chłodnej porze roku w nieogrzewanych lub źle ogrzewanych pomieszczeniach. Kobiety do snu używały nocnych czepków.
Szlafmyce miały spiczasty koniec opadający na bok, który ozdobiony był pomponem lub chwostem.
Wykonane były z białej, miękkiej tkaniny, zwykle bawełnianej lub wełnianej. Czasem ocieplane były watą lub futerkiem. Szlafmyce stosowane były od XVIII do połowy XX wieku.